# Božena Jelínková-Jirásková
Božena Jelínková-Jirásková (10. června 1880 Litomyšl – 5. září 1951 Hronov) byla česká malířka.

## Životopis
Narodila se v Litomyšli, kde její otec, spisovatel Alois Jirásek, vyučoval na gymnáziu. V roce 1888 se s rodinou přestěhovala do Prahy. Na Uměleckoprůmyslové škole studovala do roku 1904 u profesora Jakuba Schikanedera. Poté chodila na soukromé hodiny k malíři Antonínu Slavíčkovi. Roku 1905 se provdala za divadelního kritika Hanuše Jelínka, s nímž cestovala po Evropě a dlouho pobývala ve Francii, kde přednášel českou literaturu na Sorbonně, 1922–1923 pracoval pro tiskovou kancelář a od roku 1926 v diplomatických službách. V Praze pak samostatně vystavovala v letech 1924, 1931 a 1940 v Topičově salonu. Byla členkou Spolku výtvarných umělců Mánes a Kruhu výtvarných umělkyň.

## Výstavy

### Autorské
- 1924 Božena Jelínková: Výstava obrazů, Topičův salon, Praha
- 1931 Božena Jelínková-Jirásková: Výstava obrazů, Topičův salon, Praha
- 1940 Božena Jelínková-Jirásková, Topičův salon, Praha
- 1953 Božena Jelínková Jirásková: Posmrtná výstava, Galerie Práce, Praha

### Kolektivní
výběr:
- 1917 48. výstava Spolku výtvarných umělců Mánes, Obecní dům, Praha
- 1918 49. výstava S.V.U. Mánes, Obecní dům, Praha
- 1924 Razstava češke moderne umetnosti - Društvo upodabljajočih umetnikov Mánes iz Prage, Jakopičev paviljon, Lublaň
  - LXXXI. výstava Spolku výtvarných umělců Mánes, členská, Obecní dům, Praha
  - Vánoční výstava Spolku Výtvarných umělců Mánes, Mánes, Praha
- 1925 Vánoční výstava Spolku Výtvarných umělců Mánes, Mánes, Praha
- 1925/1926 Souborná výstava obrazů, plastik a prací architektonických členů Spolku výtvarných umělců Mánes, Městské průmyslové muzeum v Hradci Králové, Hradec Králové
- 1926 Stá výstava Spolku výtvarných umělců Mánes, Obecní dům, Praha
- 1926/1927 Vánoční výstava Spolku Výtvarných umělců Mánes, Mánes, Praha
- 1927 IV. výstava S.V.U. Mánes, Městské průmyslové muzeum, Pardubice
  - 125. výstava S.V.U. Mánes, Dom Umeleckej besedy slovenskej, Bratislava
  - 130. výstava S.V.U. Mánes, Průmyslové museum pro Východní Čechy, Chrudim
  - Wystawa sztuki Czeskosłowackiej, Zachęta - Narodowa Galeria Sztuki (The Zachęta Gallery of Contemporary Art), Varšava
  - CXXXIV. výstava S.V.U. Mánes, členská, Obecní dům, Praha
  - Wystawa sztuki Czeskosłowackiej, Kraków, Krakov
- 1929 Spolek výtvarných umělců Mánes, Pražské vzorkové veletrhy, Praha
  - Výstava ženského umění československého, Generální konzulát, Buenos Aires

## Galerie

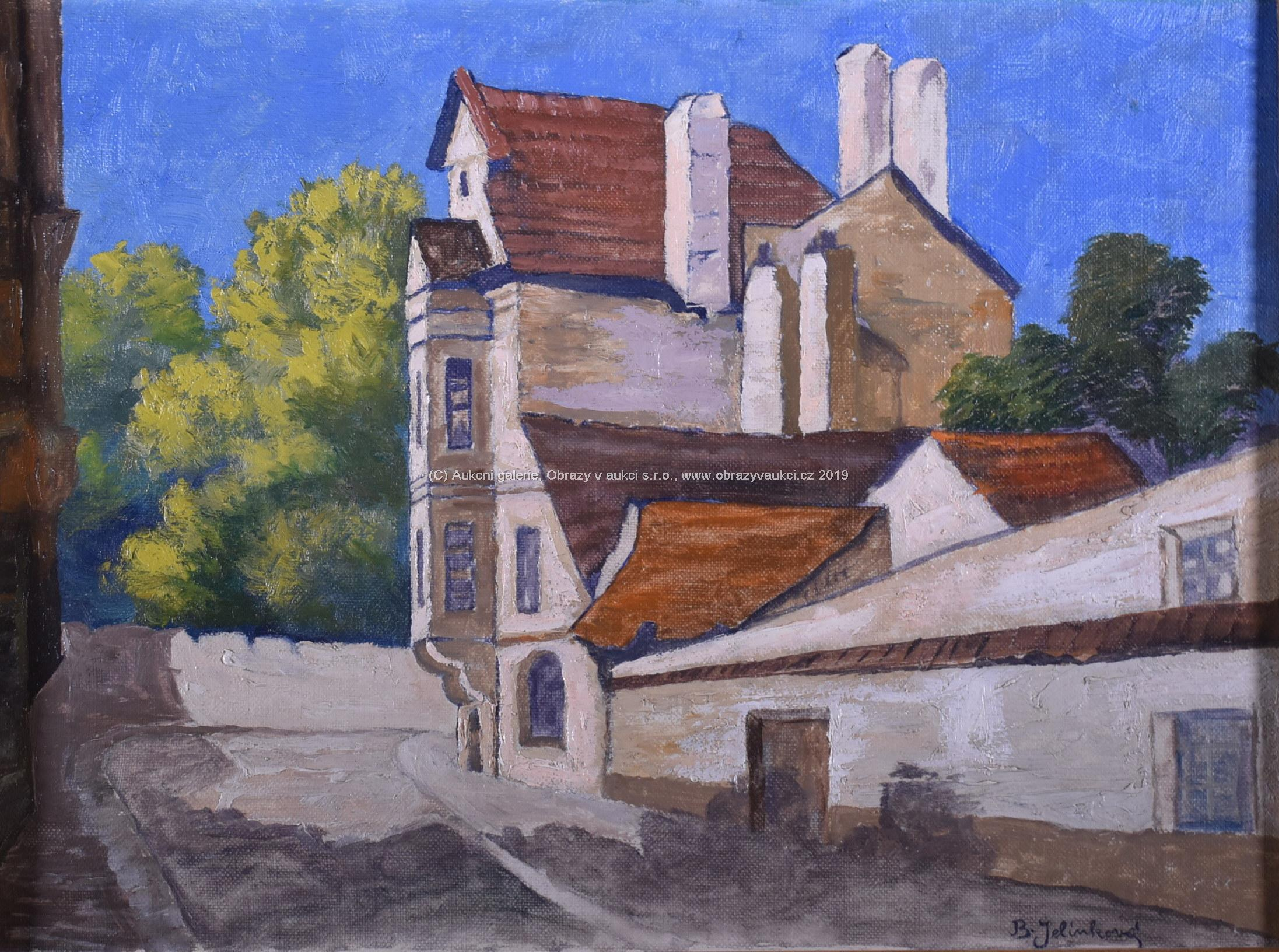
Dům na rohu (olej na plátně)
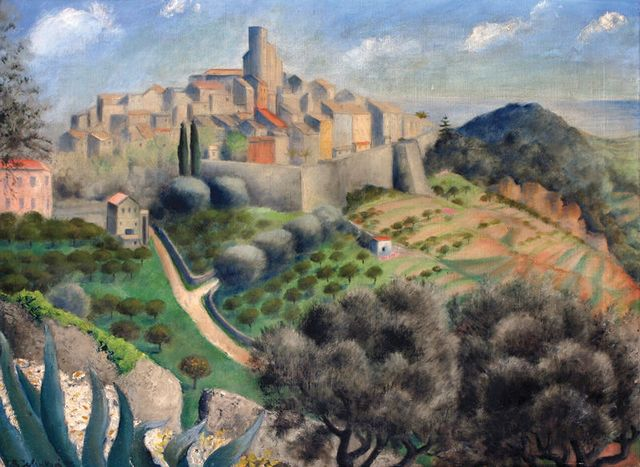
Krajina z jižní Francie, před 1935 (olej na plátně)
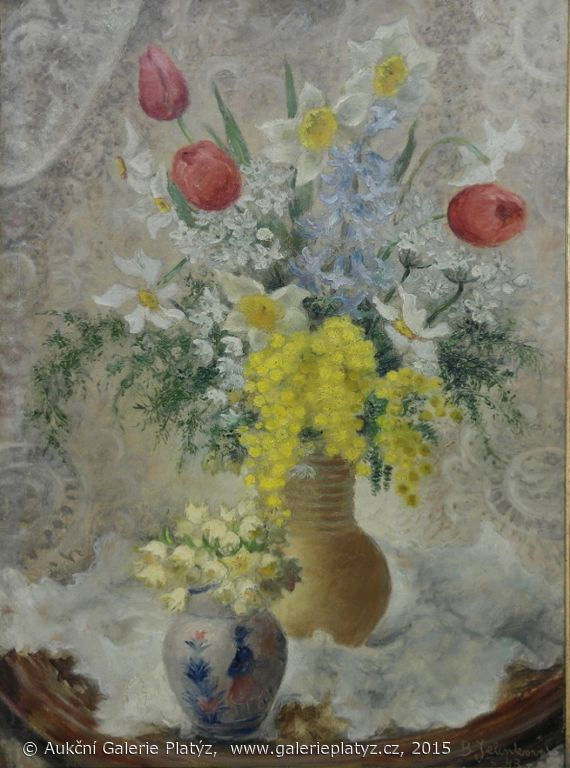
Květinové zátiší (olej na plátně)
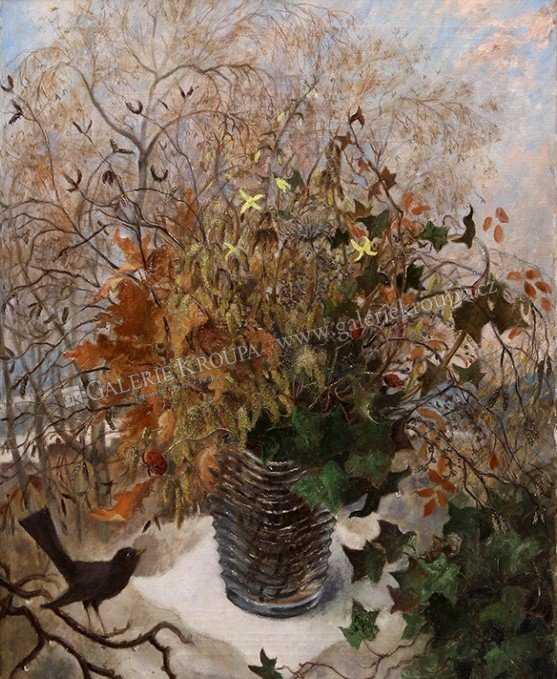
Zátiší s ptáčkem, kolem 1930 (olej na plátně)
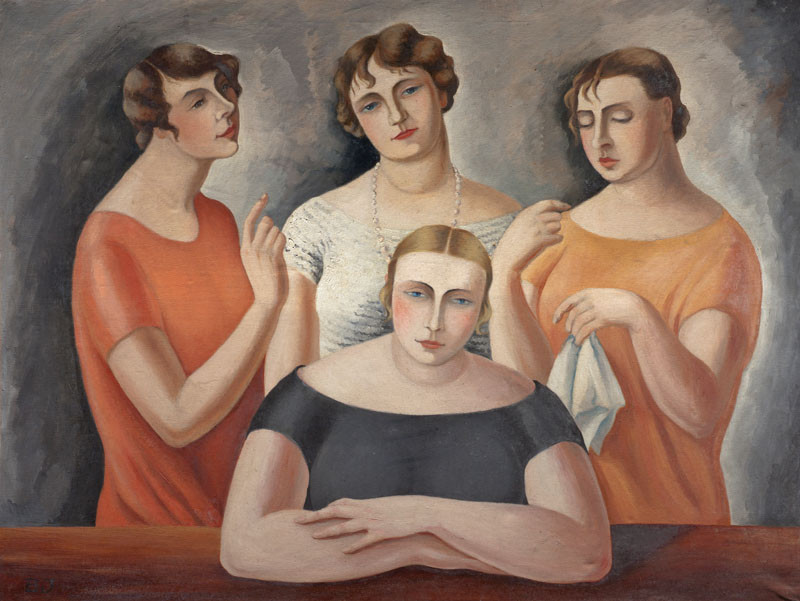
Tři sestry, 1930 (olej na plátně)
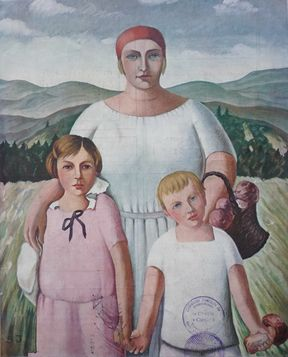
Renáta a Jaroušek, vnoučata mistra Jiráska